# Personaggio tipo

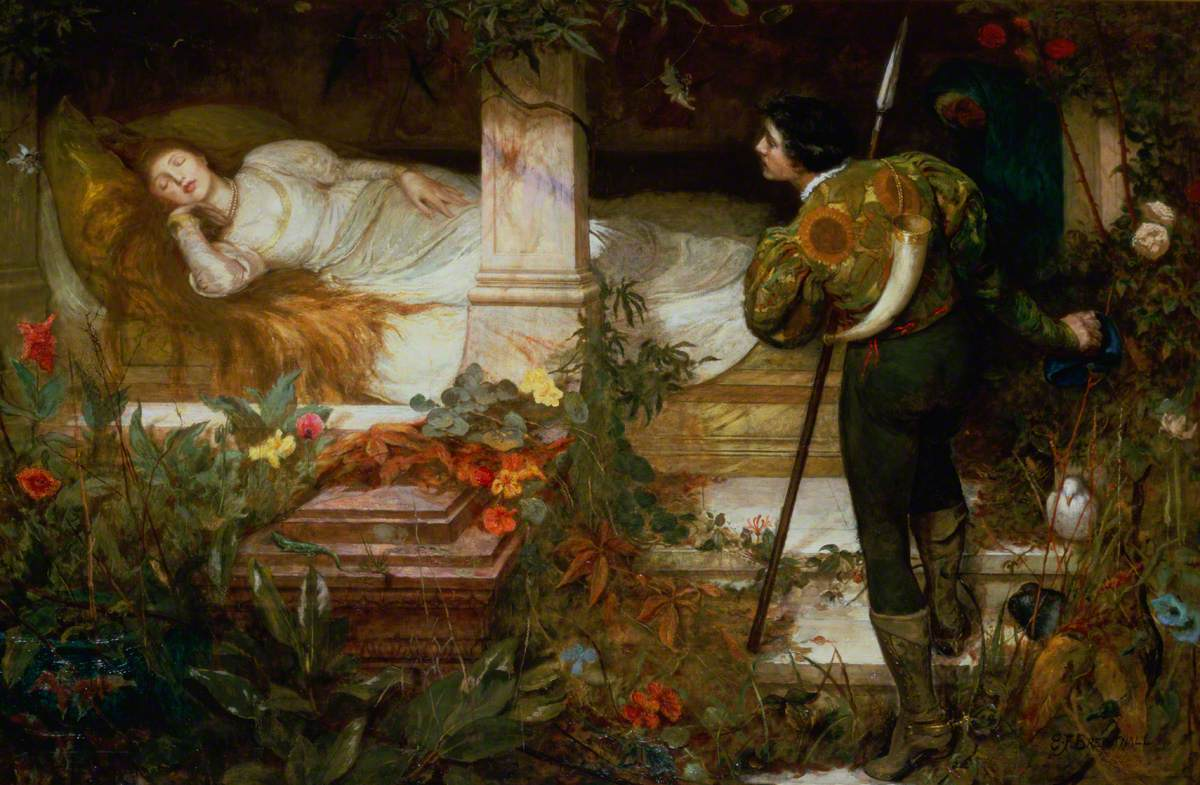
I personaggi stereotipati svolgono un ruolo importante nella narrativa, comprese le fiabe, che utilizzano personaggi stereotipati come la damigella in pericolo e il Principe azzurro (nella foto, la Bella addormentata)

Un personaggio tipo (o stereotipo di personaggio o personaggio stereotipato) è un personaggio di fantasia la cui personalità, il cui linguaggio e i cui comportamenti si basano pesantemente su tipologie culturali, stereotipi o cliché. Questi personaggi sono istantaneamente riconducibili ad un dato ambito culturale.

## Funzione narrativa
I personaggi tipo nella tradizione occidentale trovano la loro origine dal teatro della Grecia antica e di Roma, e più recentemente dalla commedia dell'arte italiana.
Quello di marcare gli atteggiamenti dei personaggi tipo è un espediente frequente nella commedia, nella parodia, nel fumetto, nel cartone animato e nel melodramma. La natura immediatamente riconoscibile degli stereotipi fa sì che questi siano molto utili anche nella pubblicità o nelle sit-com. Gli stereotipi cambiano ed evolvono nel tempo, così potrebbe essere difficile riconoscere alcuni degli stereotipi relativi alla società di qualche decennio prima.
L'utilizzo di tali personaggi è talmente diffuso che negli Stati Uniti i tribunali hanno stabilito che la protezione del copyright non possa essere estesa ai personaggi tipo in una storia, sia essa di un libro, di una pièce teatrale o di un film. Nel diritto d'autore infatti (non solo statunitense) "un personaggio stereotipato, o tracciato in maniera indistinta, o solo nel genere, difficilmente può essere considerato meritevole di tutela".

## Esempi[2][9][10]
- Il detective duro e scontroso
- Il cavaliere errante
- Il villain
- Il solitario
- Il principe azzurro
- La principessa
- Il bullo
- La damigella in pericolo
- La donna fatale
- La ragazza o il ragazzo della porta accanto
- La prostituta con un cuore d'oro
- Il romantico
- Gli amanti
- Il figlio viziato
- Il nerd (o geek)
- Il fuorilegge
- Il ribelle
- Il ricco
- La bisbetica
- L'artista povero e sottovalutato
- Il vecchio saggio
- Lo scienziato pazzo
- Il professore distratto
- L'antieroe
- Il veggente cieco
- Il prescelto
- Il maestro anziano di arti marziali
- Il Fop (un uomo ossessionato dal suo aspetto personale)
- Gli scagnozzi di un personaggio cattivo, fedeli ad esso e crudeli anch'essi
- Mary Sue
- Il pirata
- Il narratore
- L'aiutante, ossia un amico del personaggio principale o dell'eroe che lo spalleggia che di solito è l'antagonista assieme al villain
- L'ubriaco del paese
- Il "traghettatore" o "ferryman", ossia un personaggio che funge da guida o aiuto, consentendo ai personaggi di superare ostacoli
- Il gigante buono
- Dei e dee che mostrano qualità umane
- L'Hotshot, ossia un personaggio spesso abile ma spericolato, noto per correre rischi
- Il Lovable Rogue, ossia personaggi che infrangono la legge e sembrano non preoccuparsi di nessuno pensando solo a se stessi, ma alla fine mostrano altruismo e un cuore d'oro
- Il mago o sciamano, ossia un uomo (o una donna nel caso di maghe e sciamane) con intuizioni speciali o poteri mistici che vengono in aiuto del protagonista
- La figura materna e paterna, ossia la fonte di conforto per il protagonista, che offre una guida mentre a volte risulta troppo iperprotettiva e preoccupata
- Il Noble Savage, ossia un estraneo selvaggio con caratteristiche nobili che ha poca o nessuna esperienza con i modi della società
- L'osservatore, ossia personaggi che assistono a tutto ciò che accade, ma rimangono tranquilli e calmi per tutto il tempo senza intervenire
- Il Redshirt, ossia un personaggio sacrificabile a cui non viene mai dato molto retroscena e di solito muore subito dopo essere stato presentato
- Il supereroe
- L'adolescente problematico che odia le regole e sfida le autorità
- Il mostro
- Il vampiro
- Lo zombi
- L'alieno
- La strega
- La fata
- La sirena
- Gli animali antropomorfi

## Galleria d'immagini

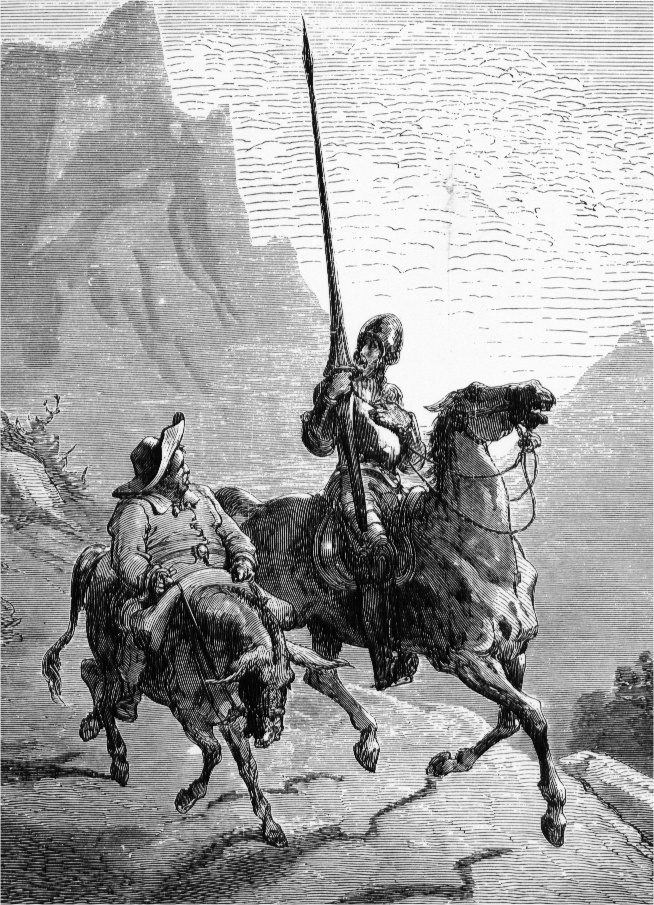
Don Chisciotte, un antieroe
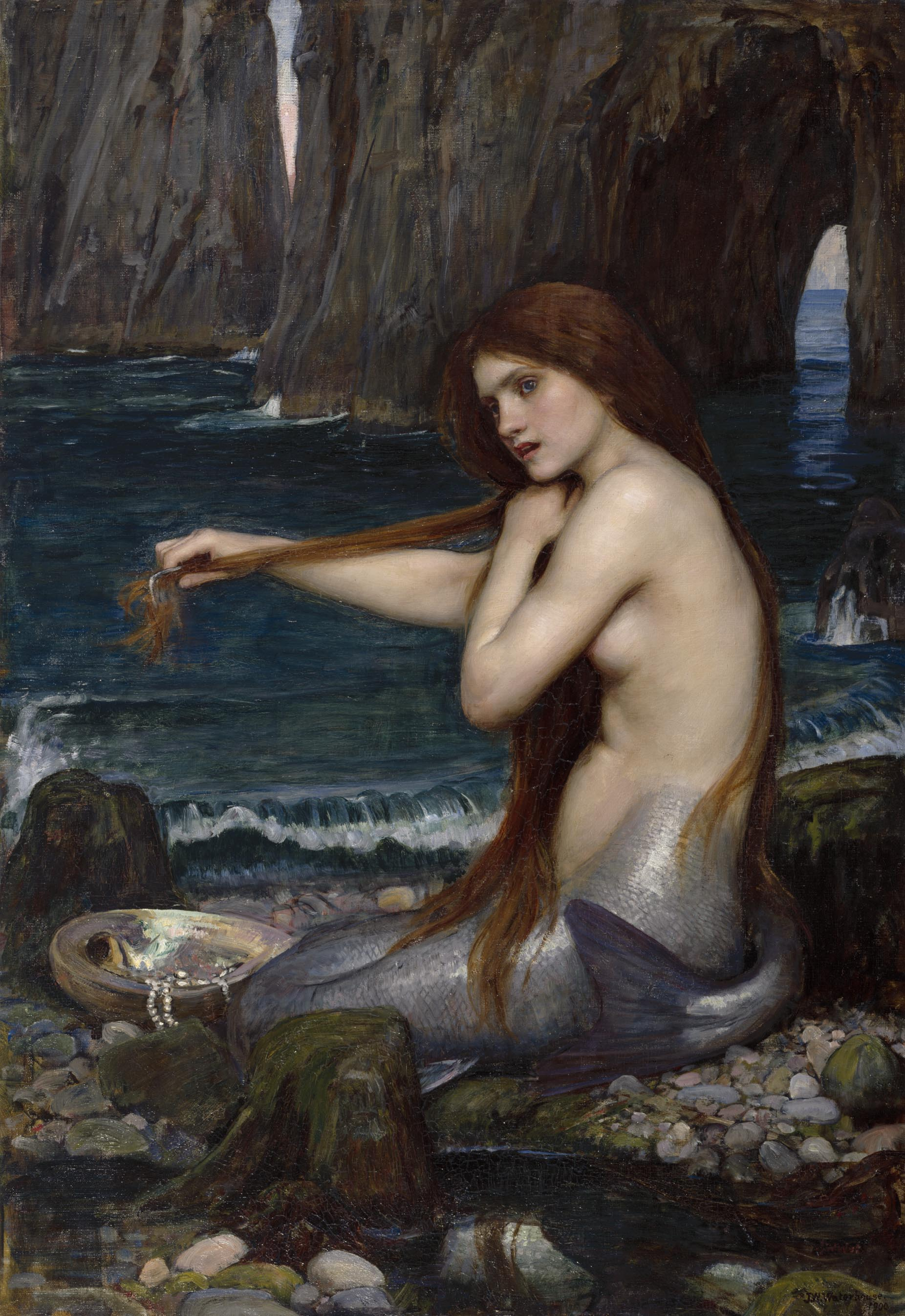
Una sirena
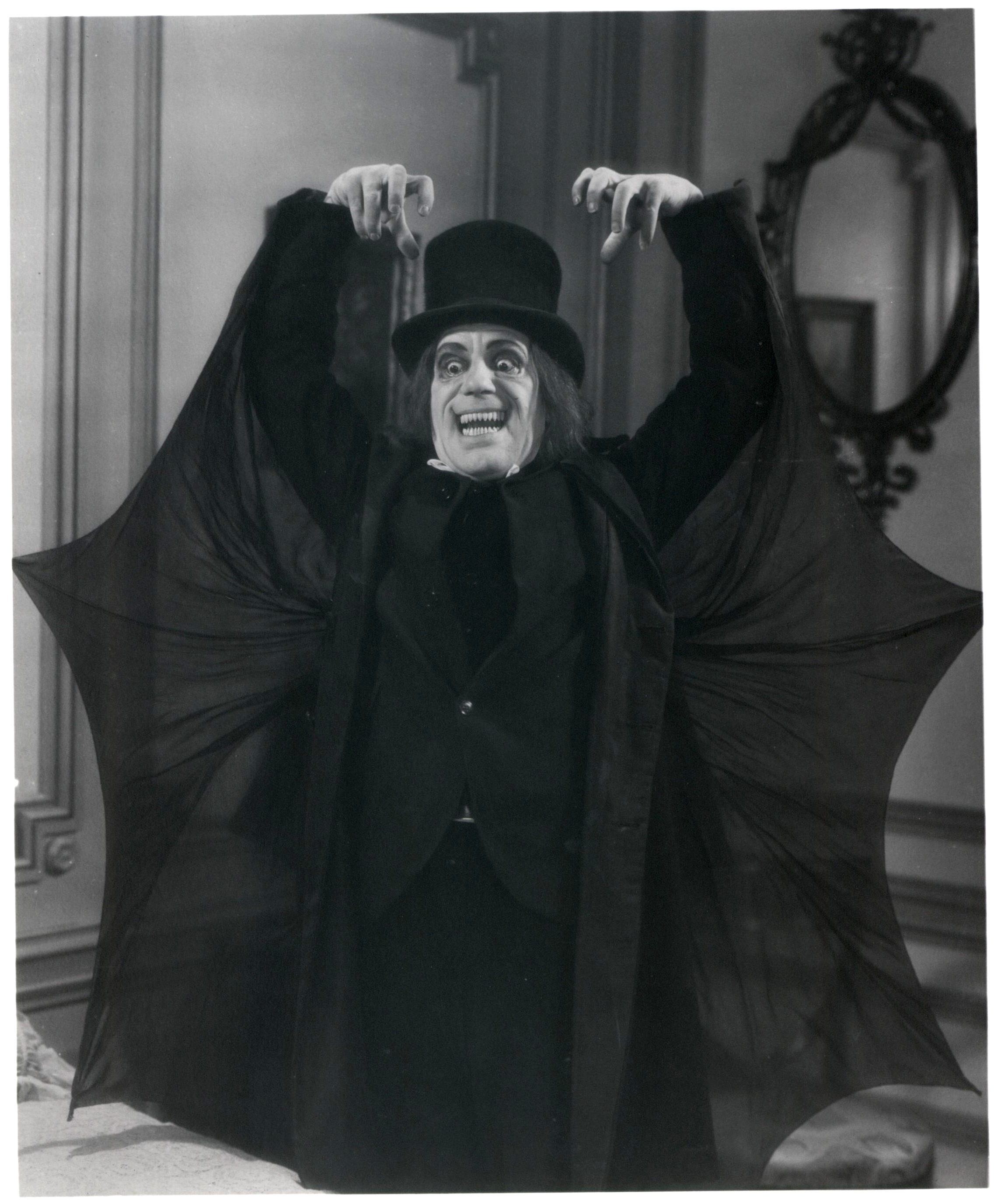
Una rappresentazione di vampiro di Lon Chaney
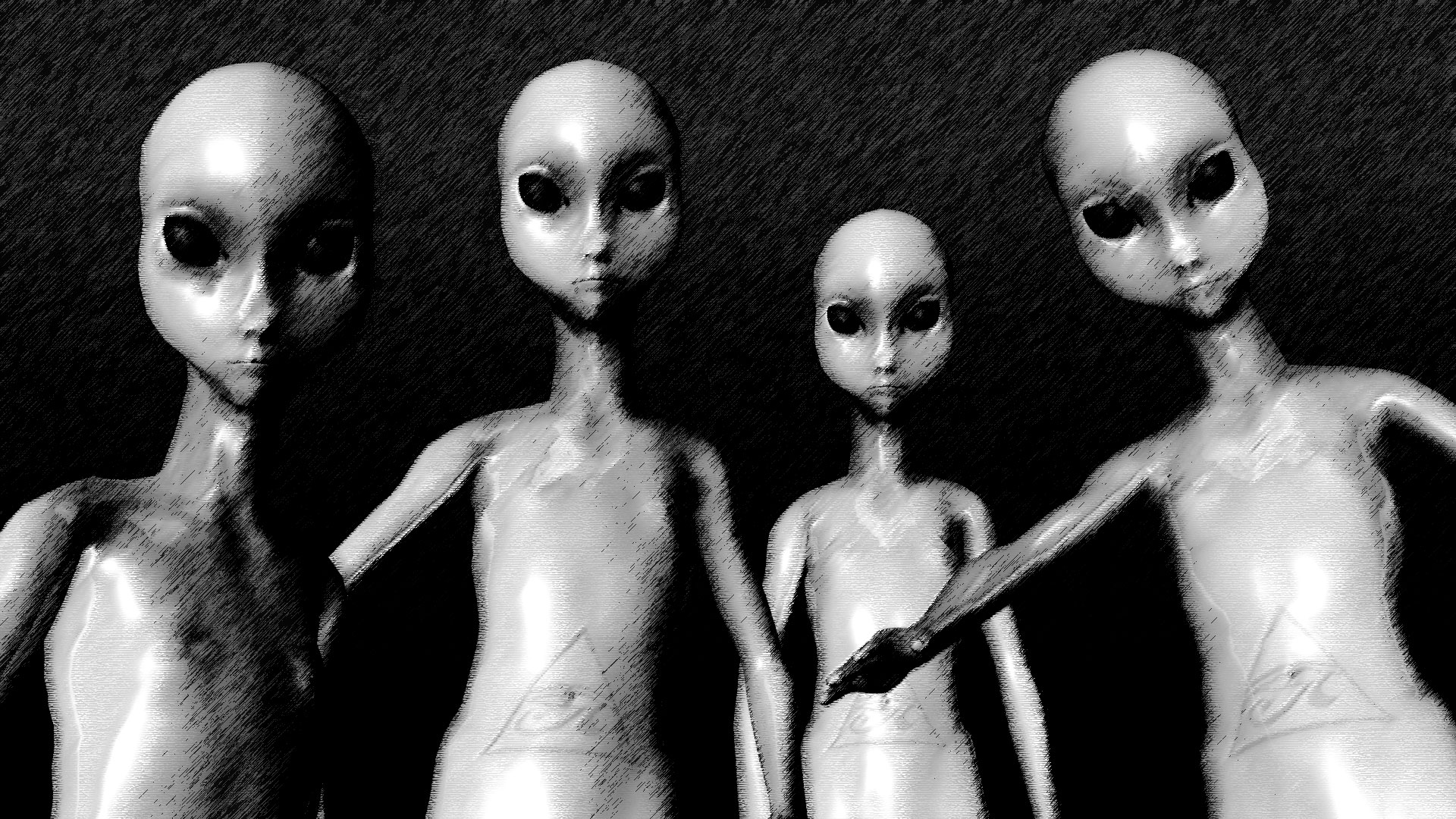
Una rappresentazione fantasiosa di alieni tipo
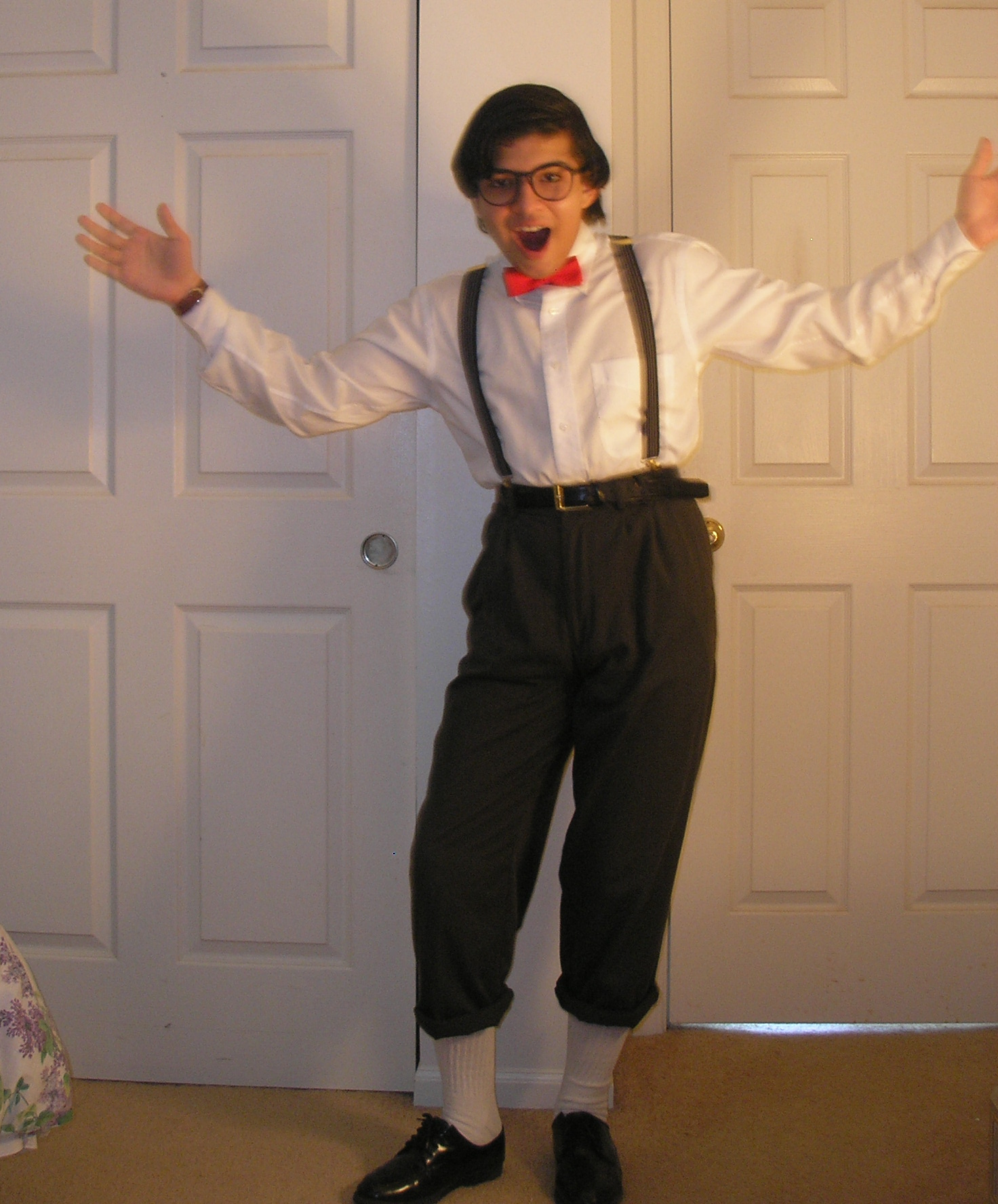
Un esempio classico di nerd
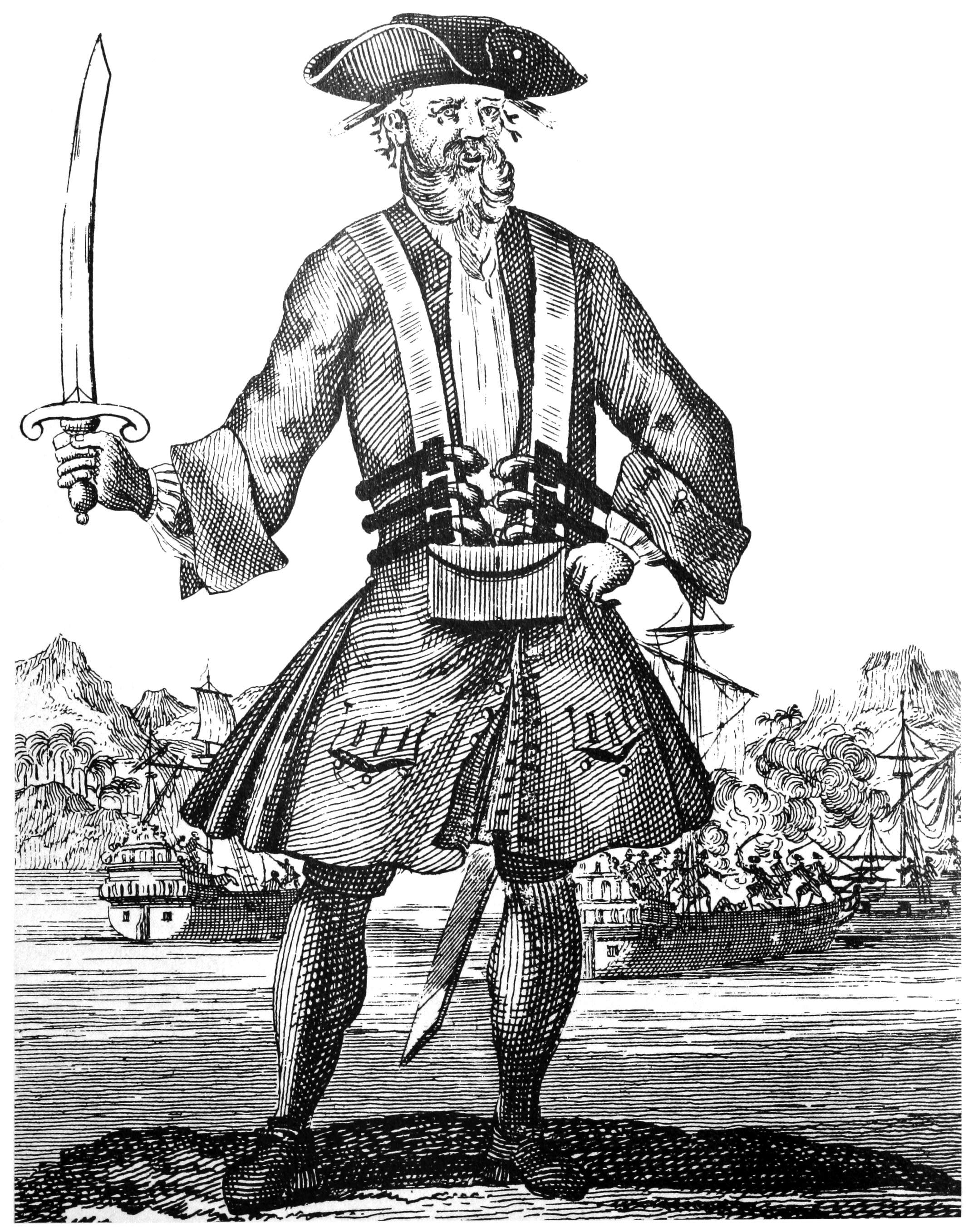
Un esempio di pirata
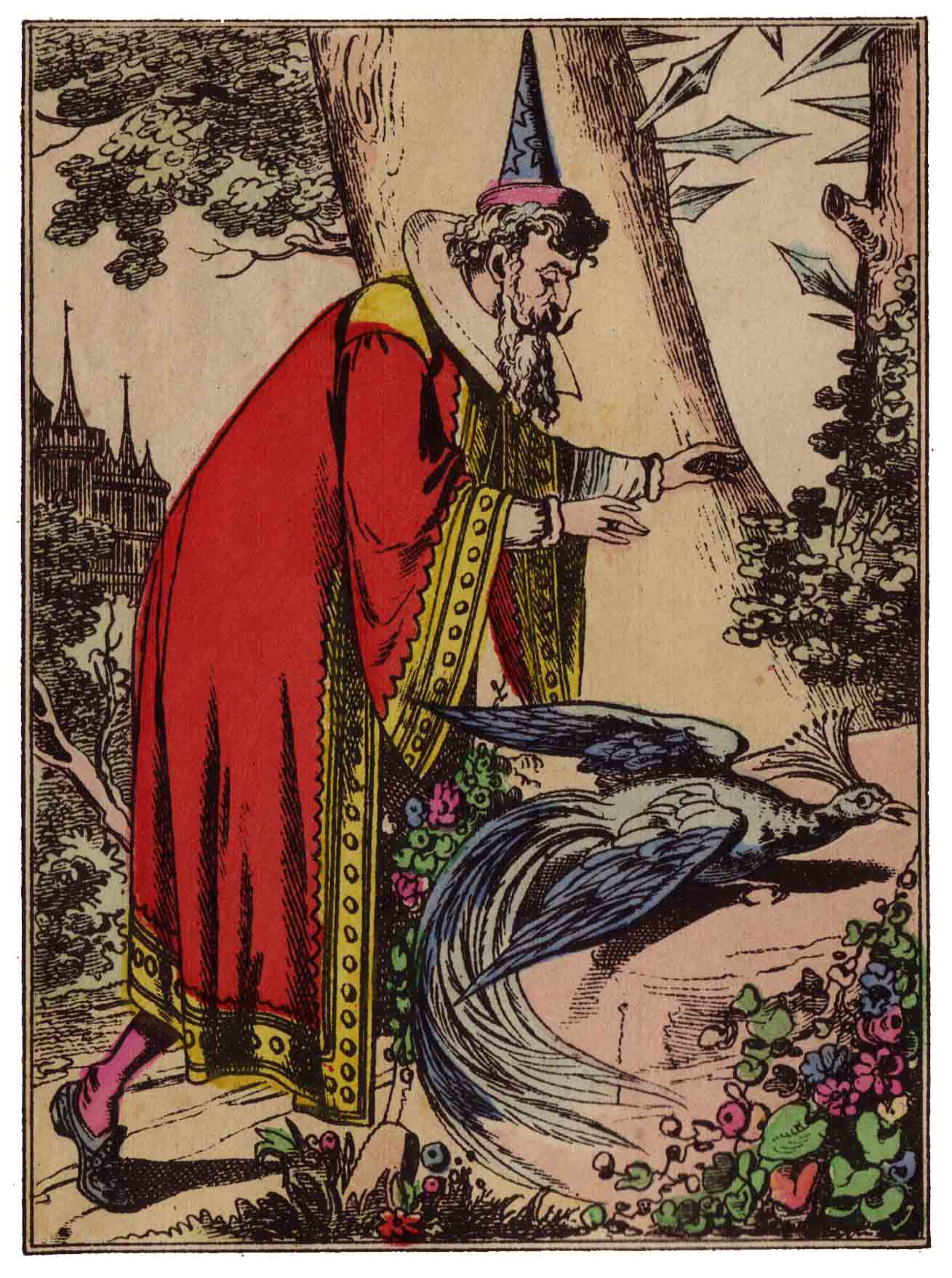
Un esempio di mago
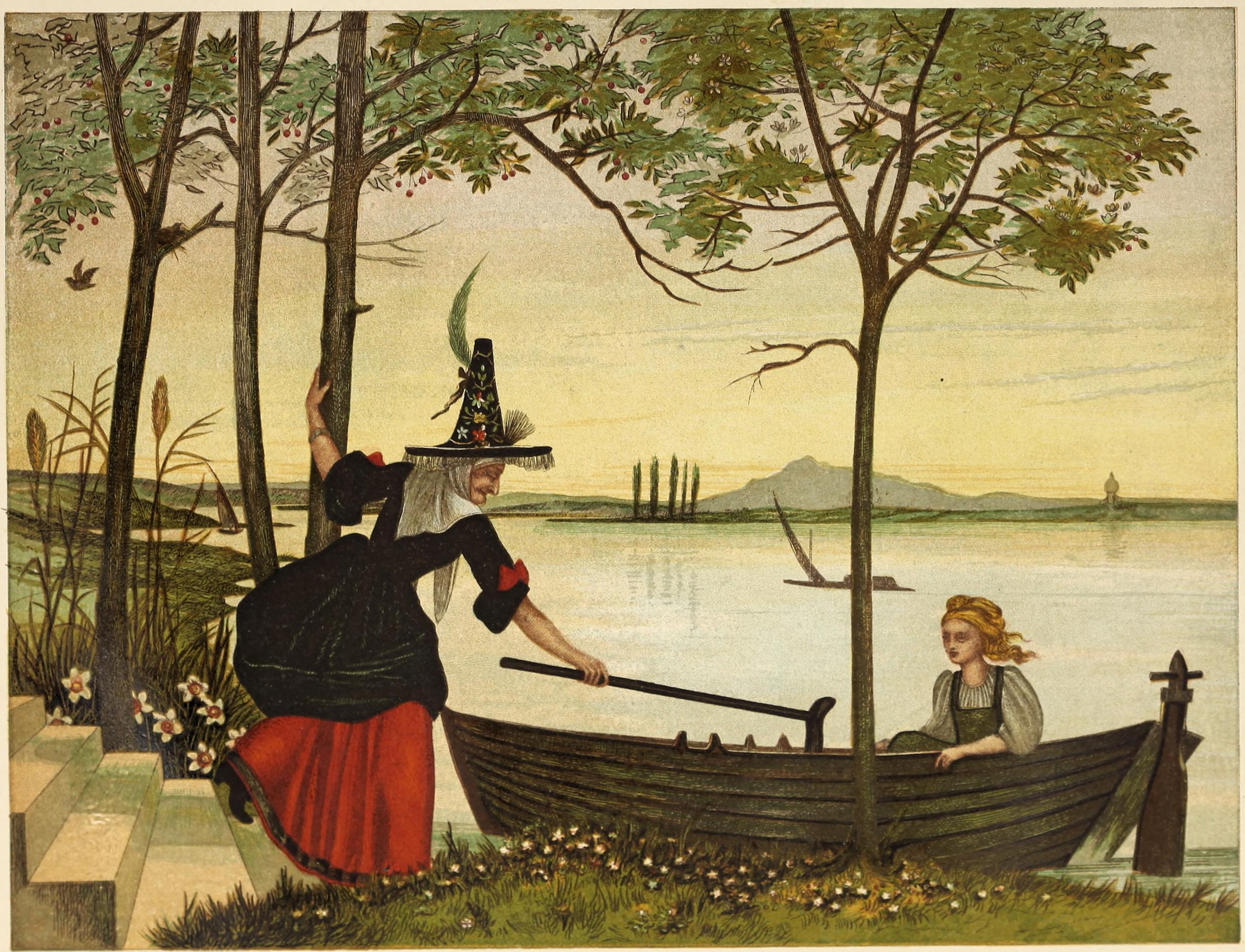
Un'illustrazione della fiaba di Hans Christian Andersen "La regina delle nevi", dal libro Fairy Tales di Hans Christian Andersen, 1872. Rappresentazione di una strega.
Una fata
Una strega